# مينيرينيو
مينيرينيو أرينا (بالبرتغالية: Mineirinho Arena‏) رسميا ملعب جورناليستا فيليب دروموند (بالبرتغالية: Estádio Jornalista Felipe Drummond‏) تسمى أحيانًا فقط مينيرينيو (بالبرتغالية: (بالبرتغالية: Mineirinho‏)‏) هي أكبر ساحة رياضية داخلية في البرازيل. تقع في بيلو هوريزونتي، البرازيل، تستوعب الساحة 25،000 شخص.